# José Carlos Becerra
José Carlos Becerra (Villahermosa, Tabasco; 21 de mayo de 1936 - Brindisi, Italia; 27 de mayo de 1970) fue un poeta mexicano. 

## Biografía
José Carlos Becerra vivió su infancia y parte de su adolescencia entre su ciudad natal, Villahermosa, y el estado de Campeche, lugares donde cursó sus estudios primarios y secundarios.: 18  Hacia 1953 escribió algunos de los primeros versos que se le conocen y, durante esta primera etapa, entabló amistad con el también poeta tabasqueño Carlos Pellicer.: 19 
Tiempo después, emigró a la Ciudad de México para continuar sus estudios en la Escuela Nacional Preparatoria y más tarde en la Escuela Nacional de Arquitectura de la UNAM, sin llegar a recibirse como arquitecto.: 19  Entre 1962 y 1966 frecuentó como oyente la Facultad de Filosofía y Letras de la UNAM y asistió al taller literario de la revista Mester, de Juan José Arreola.: 21 
En 1964 falleció su madre y empezó la redacción del libro Relación de los hechos, además de que continuó publicando poesía asiduamente en varias revistas de la capital mexicana.: 20  En 1965 publicó la plaquette Oscura palabra y difundió con Carlos Pellicer una carta en la que condenaba la intervención estadounidense en Vietnam, lo que le valió ser arrestado por unas horas.: 21 

### Primeros reconocimientos
En 1966 ganó los premios estatales de poesía de Aguascalientes y Tabasco y, al año siguiente, apareció Relación de los hechos, el cual fue bien recibido por la crítica; a la par, reeditó la plaquette Oscura palabra en el volumen colectivo Poesía joven de México, publicado junto con los poetas Alejandro Aura, Leopoldo Ayala y Raúl Garduño, y ganó una beca del Centro Mexicano de Escritores.: 21 
Durante los sucesos de 1968 trabajó como redactor publicitario y, como respuesta a la masacre de Tlatelolco, publicó el poema "El espejo de piedra" en el suplemento cultural de la revista Siempre!: 21 

### Su residencia en Europa
En 1969 recibió una beca de la Fundación Guggenheim y, después de una primera parada en Nueva York, comenzó un viaje por varios países de Europa.: 21  Ya instalado en Londres, escribió Fotografía junto a un tulipán, prólogo de un volumen dedicado al político tabasqueño Andrés Calcáneo Díaz, y continuó la redacción de tres libros que quedarían inéditos: La Venta, Fiestas de invierno y Cómo retrasar la aparición de las hormigas.: 21 
En marzo de 1970, tras romper con Silvia Molina, y en compañía de otra joven, Becerra inició su viaje por el continente. Pasó por Alemania, Francia, recorrió España y en Madrid se reunió con Vicente Aleixandre. Su proyecto era llegar a Grecia y volver a Inglaterra, pues la Universidad de Essex lo había designado profesor invitado.

### Su fallecimiento
La mañana del 29 de mayo, un cable publicado en la tercera página del periódico Excélsior sorprendió con su escueta brutalidad a los amigos de Becerra, sin embargo hizo creer a algunos que podía tratarse de otra persona, pues en la nota se mencionaba que "El arquitecto mexicano Carlos Becerra Ramos murió en un accidente de carretera, en las cercanías de San Vito de los Normandos. Tenía 34 años de edad (sic)".
Por la tarde la noticia estaba confirmada: el arquitecto Carlos Becerra Ramos era ciertamente el poeta José Carlos Becerra. Se sabía también que su muerte ocurrió el miércoles 27 y no el jueves 28 como informaba el cable de ANSA. Con todo, de no haber sido por la publicación de este lacónico despacho, el cónsul de México en Nápoles hubiera sepultado el cadáver en la fosa común de Brindisi y rematado en subasta pública las pertenencias de Becerra, entre ellas los manuscritos de sus tres libros inéditos.
La noche del 4 de junio de 1970 llegó su féretro a México, al día siguiente, José Carlos Becerra fue sepultado en Villahermosa, Tabasco. Murió a los 34 años y 6 días.
Su obra poética íntegra fue editada en el volumen El otoño recorre las islas en 1973, con prólogo de Octavio Paz.
En 1996, Álvaro Ruiz Abreu publicó La ceiba en llamas, biografía definitiva sobre Becerra. [cita requerida]

## Obras

### Antologías póstumas
- El otoño recorre las islas (Obra poética 1961/1970) (1973, editada por José Emilio Pacheco y Gabriel Zaid)
- Las islas y otros poemas: Poesía esencial (2016)